# Кастро, Карлос Мария де
Карлос Мария де Кастро (исп. Carlos María de Castro) (24 сентября 1810, Эстепа — 2 ноября 1893, Мадрид) — испанский архитектор, инженер портов, каналов и путей сообщения, а также градостроитель.

## Биография
Он родился 24 сентября 1810 года в севильском городке Эстепа. В 1833 году он получил звание архитектора Королевской академии изящных искусств Сан-Фернандо, начав работать в Управлении дорог Министерства общественных работ, в чей корпус инженеров-путейцев он будет включён в 1835 году. В течение 1840-х годов был занят на общественных работах по всей Испании: замена дорожного покрытия на шоссе Мадрид-Ирун со строительством мостов в Винюэласе, Мадриде и Банюэлосе, Бургосе (1842 г.) или обустройство перевала Сомосьерра (1843 г.), проектирование канала Мансанарес (1843 г.), усовершенствование схемы оптического телеграфа (1844 г.), проектирование дороги Сьюдад-Реаль-Бадахос (1849 г.).
В следующее десятилетие его деятельность была сосредоточена в Мадриде. Так в качестве чиновника Министерства общественных работ он участвовал в строительстве железнодорожной линии между Мадридом и Аранхуэсом (1851 г.), в работах над каналом Изабеллы II (1852 г.), чтобы доставить воды из Лосои в Мадрид, и над реконструкцией площади Пуэрта-дель-Соль, руководимой Лусио дель Валье (1852—1862).

### План Кастро
В начале XIX века в Мадриде проживало около 220 000 жителей, а к концу 1850-х годов эта цифра достигла 300 000. Однако его рост сдерживался стенами Филиппа IV, построенными в 1625 году, которые препятствовал росту города. В 1857 году правительство опубликовало Королевский указ (14 апреля 1857 года), уполномочивающий министра общественных работ Клаудио Мойяно разработать проект расширения города. Министр поручил Кастро проект, который был завершен в мае 1859 года. 19 июля 1860 года королева Изабелла II одобрила «предпроект энсанче Мадрида, составленный инженером Карлосом Марией де Кастро». Кастро был назначен управляющим Энсанче.
План Кастро, вдохновленный планом Серда для Барселоны, предполагал увеличение площади города от 800 до 2300 га, исходя из расчета на увеличение населения города. Через ортогональную сетку план предполагал добавить к городу земли на севере, востоке и юге, упорядочивая использование земли (жилое, промышленное, военное, рекреационное, сельскохозяйственное). Основной строительной единицей должен был быть обычный квартал со скошенными вершинами и внутренними двориками. Улицы будут трех типов (главные шириной 30 метров, второстепенные шириной 20 и самые узкие шириной 15 метров). Четверть Энсанче предназначалась для площадей, парков и скверов. Наконец, город по-прежнему был ограничен по военным и фискальным соображениям, но уже не стеной, а рвом.
Однако строительство Энсанче шло удивительно медленно, длилось между 1860-ми и 1930-ми годами и было сильно искажено спекулятивными интересами и периодом времени, в течение которого оно было выполнено. Так, например, Кановас дель Кастильо издал Королевский указ 1864 года, согласно которому зеленые насаждения были сокращены до 30 или 20 %, что позволило свободным пространствам кварталов стать частными улицами. В 1876 г. были изменены Указы о высоте и площади зданий, а в 1893 г. все статьи Указов, касающиеся санитарии зданий, были исключены. Точно так же была уменьшена ширина улиц и разрешено строить более трех и четырёх этажей.

### Последние годы
С падением Изабеллы II Кастро потерял должность директора Энсанче, перейдя в начале 1870-х годов на работу на железнодорожной линии, которая строилась между Мадридом и Лиссабоном Железнодорожной компанией Мадрид-Касерес-Португалия.